# Застава Доминиканске Републике
Застава Доминиканске Републике се састоји од центрираног белог крста који се протеже до рубова заставе и дели ја на четири правоугаоника црвене и плаве боје распоређене унакрсно. На државној застави на центру крста се налази грб Доминиканске Републике који се састоји од штита, ловорове гранчице са леве стране, и палминог листа са десне. Изнад грба у плавој траци се налази исписан државни мото: Dios, Patria, Libertad  (Бог, Отаџбина, Слобода). Испод штита на црвеној траци је исписано República Dominicana. На центру штита подржана са три копља са бочних страна налази се отворена Библија изнад које је мали крст. Сматра се да је Библија отворена на Еванђеље Јована 8:32 које гласи „Истина ће те ослободити"